# Exile Hill
Exile Hill är en kulle i Kanada.   Den ligger i provinsen British Columbia, i den centrala delen av landet, 3 900 km väster om huvudstaden Ottawa. Toppen på Exile Hill är 1 752 meter över havet. Exile Hill ingår i Spectrum Range.
Terrängen runt Exile Hill är kuperad österut, men västerut är den bergig. Trakten runt Exile Hill är nära nog obefolkad, med mindre än två invånare per kvadratkilometer.. Det finns inga samhällen i närheten.
Trakten runt Exile Hill består i huvudsak av gräsmarker.